# Charlan Air Charter
Charlan Air Charter — колишня південноафриканська авіакомпанія зі штаб-квартирою в Йоганнесбурзі (ПАР), яка працювала на ринку чартерних пасажирських і вантажних авіаперевезень за місцевим та міжнародним напрямах.
Портом приписки авіакомпанії був Аеропорт Лансер, головним транзитним вузлом (хабом) — Міжнародний аеропорт імені О. Р. Тамбо.

## Історія
Авіакомпанія Charlan Air Charter була заснована в 1992 році і почала операційну діяльність тільки через вісім років. Компанія створювалася бізнесменами Мішель і Аланом Роджерс, спочатку флот перевізника складався з одного літака Piper Seneca II.
У вересні 2005 року Charlan Air Charter скасувала регулярні пасажирські рейси в Мозамбік, а через кілька місяців припинила всі польоти, передавши укладені контракти і власну маршрутну мережу іншим авіакомпаніям.

## Маршрутна мережа
У січні 2005 року маршрутна мережа Charlan Air Charter включала в себе наступні пункти призначення:
- Внутрішні регулярні рейси: Йоганнесбург, Нелспрейт.

- Міжнародні регулярні рейси: Іньямбане, Мапуту, Віланкулос.

## Флот
Станом на січень 2005 року повітряний флот авіакомпанії Charlan Air Charter становили такі літаки:
- 2 Embraer EMB 120 Brasilia
- 2 Fairchild Metro III